# Don (flod)
Don är en flod i Ryssland. Det är Europas femte längsta flod på 1980 kilometer. Don rinner upp vid staden Tula söder om Moskva och mynnar ut i Azovska sjön norr om Svarta Havet. Floden är förbunden med Volga via Volga–Donkanalen och på såväl floden som kanalen sker en livlig båttrafik. Den viktigaste bifloden är Donets. De främsta städerna längs Don är Voronezj som ligger precis i början på själva floden, och Rostov-na-Donu, som är huvudorten längs floden.
Don kallades på Herodotos' tid (400-talet f.Kr.) för Tanais. I Snorre Sturlasons Heimskringla kallas floden Vanakvisl och Tanakvisl.